# Адлан I
Адлан I (*араб. عدلان الأول; д/н — 1611) — 10-й макк (султан) Сеннару в 1606—1611 роках.

## Життєпис
Походив з династії Фунджі. Син макка Унсала I або його брата Аята. 1606 року повалив зведеного (або стриєчного брата) — макка Абд аль-Кадіра II, захопивши трон.
Втім продовжив політику попередника, зберігаючи мир із сусідами, насамперед Ефіопією. Відправив негусу Сусеньйосу I декілька чудових коней. Опікувався насамперед збереження торгівельних шляхів, приділяючи увагу захисту караванів.
1607 року проти нього повстав Аджіб аль-Манджилак, шейх арабського племені абдалабі. Війна тривала до 1611 року, коли Адлан I в битві біля Каркуджа завдав шейху рішучої поразки, де той загинув. Але того ж року макка повалив небіж Баді ібн Абд аль-Кадіром, який став новим володарем Сеннару.